# Xã Langdon, Quận Reno, Kansas
Xã Langdon (tiếng Anh: Langdon Township) là một xã thuộc quận Reno, tiểu bang Kansas, Hoa Kỳ. Năm 2010, dân số của xã này là 117 người.